# Cidno
Il Cidno, l'odierno Tarsus Çayı, è un fiume nella provincia di Mersin, nel sud della Turchia. il suo nome è legato alla storica città di Tarso chiamata anche Antiochia sul Cidno (in greco antico: Αντιόχεια του Κύδνου?, in latino Antiochia ad Cydnum)

## Geografia
Le sue principali sorgenti sono sui monti del Tauro, lunga e compatta catena montuosa, che si erge non lontano dalla costa prospiciente l'isola di Cipro.  Ci sono due affluenti principali: Kadıncık e Pamukluk 
La lunghezza totale del fiume è di 124 chilometri. Anche se il fiume è piuttosto breve, la portata media è di 42 m3/s che è superiore alla maggior parte dei fiumi brevi nelle vicinanze. Il bacino idrografico è 1592 km2. Scorre verso il Mar Mediterraneo a 36°28′12″N 34°30′00″E

## Storia
Il Cidno (in latino Cydnus) era, insieme con il Sarus (l'odierno fiume Seyhan) e il Pyramus  (gr. Πύραμος) (Ceyhan), uno dei tre grandi corsi d'acqua della Cilicia.
Anticamente il fiume, fino al tempo di Giustiniano, attraversava la città di Tarso.
Il capace porto marittimo, chiamato Rhegma o Rhegmoi, permetteva a piccole imbarcazioni chiamate galere, che risalivano la dolce corrente del Cidno, di raggiungere il centro della città fiancheggiando magazzini e arsenali. 
A causa di una devastante inondazione che compromise la navigabilità del canale marittimo, Giustiniano modificò il corso del fiume deviandolo intorno alla città. Poi il progressivo insabbiamento finì col togliere a Tarso il suo porto.
Nel Medioevo gli arabi chiamarono il fiume Nahr al-Baradan gen.

## Curiosità

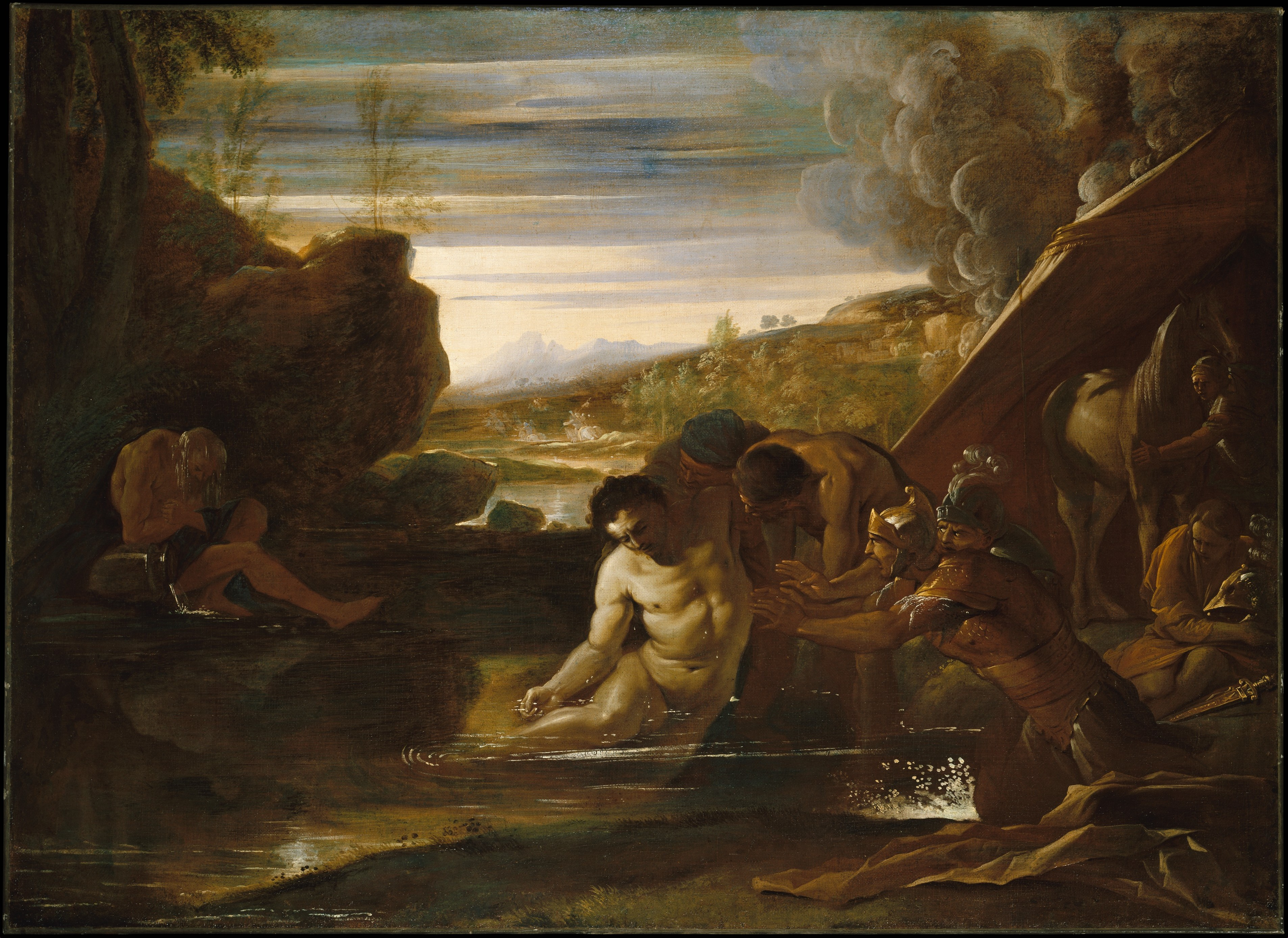
Alessandro Magno nel fiume Cidno salvato dai suoi soldati, Metropolitan Museum of Art, New York.

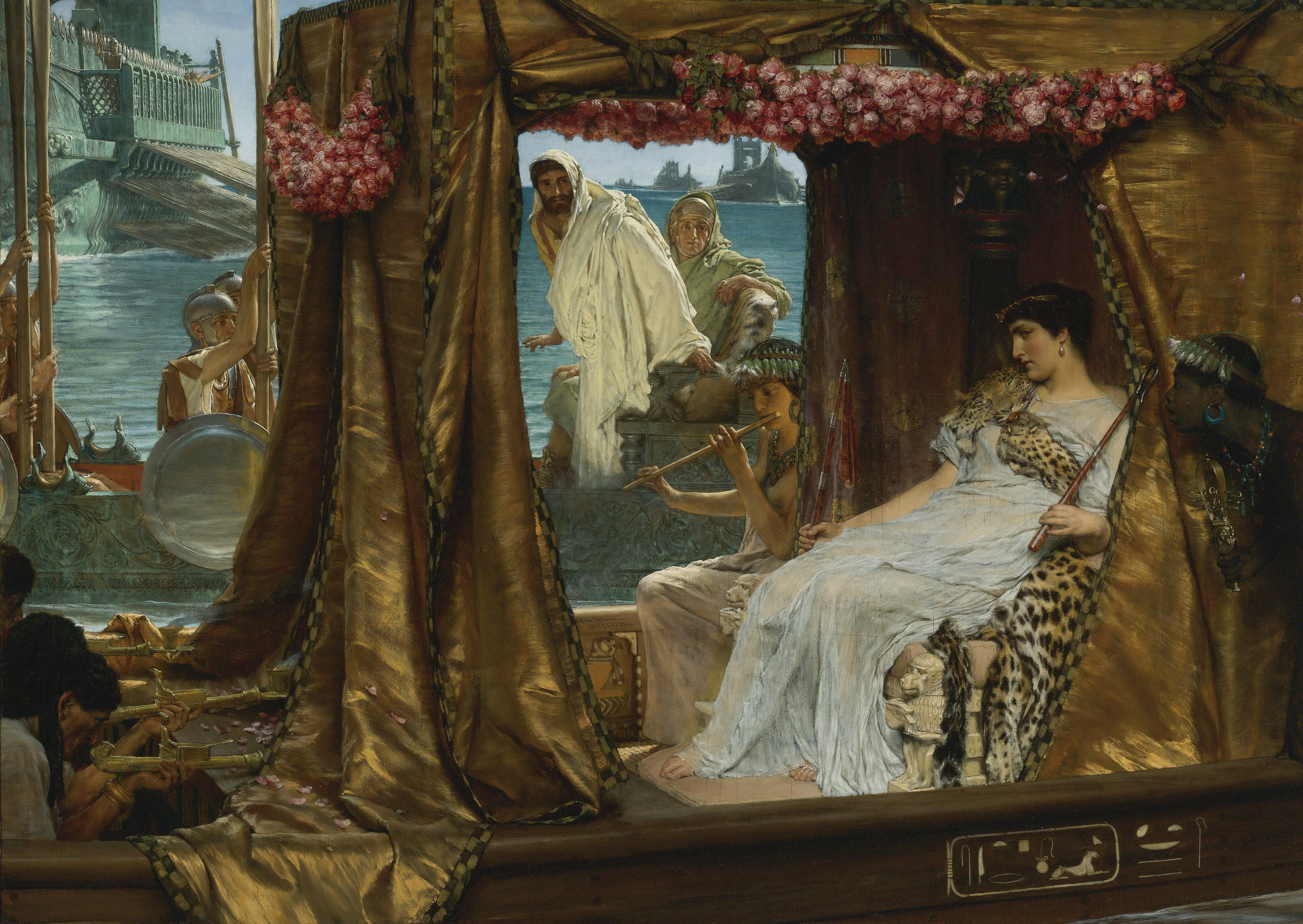
Marco Antonio e Cleopatra in un dipinto di Lawrence Alma-Tadema (1885).

- Secondo le notizie di Flavio Arriano, noto anche come Arriano di Nicomedia,[1] Alessandro Magno (333 a.C.) si ammalò per essersi bagnato nelle acque gelide del fiume Cidno. Quinto Curzio Rufo descrive come ciò avvenne:[2]

(Storie di Alessandro Magno il Macedone.)
- È lungo questo corso d'acqua che l'imbarcazione regale di Cleopatra risale fino a Tarso, dove incontra Marco Antonio prima del disastro di Azio nel 31 a.C.
- Nell'antichità, la divinità del fiume è anche chiamata Cydnus ed era raffigurata sul retro delle monete di Tarso.

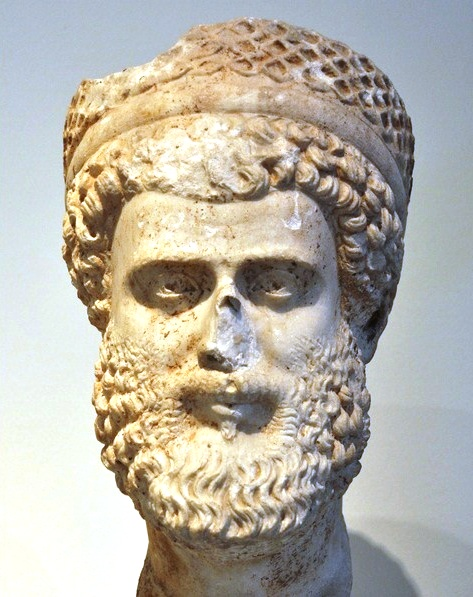
Flavio Claudio Giuliano, IV secolo, (Museo archeologico nazionale di Atene).

- L'imperatore Flavio Claudio Giuliano fu sepolto a Tarso in un mausoleo a fianco di un piccolo tempio sulle rive del fiume. Di fronte, sorgeva la tomba di un altro imperatore, Massimino Daia.

Alcuni storici sostengono che il sarcofago contenente le spoglie dell'imperatore fu in seguito trasportato da Tarso a Costantinopoli prima della fine del IV secolo. L'urna sepolcrale fu collocata nella chiesa dei SS. Apostoli, dove in quel periodo venivano sepolti gli imperatori. Costantino VII Porfirogenito (912-959), in un libro che descrive le procedure cerimoniali, anche nei più minuti dettagli, intitolato De ceremoniis, al catalogo contenente l'elenco dei sepolcri degli insigni defunti, include quello di Giuliano con il commento: 
(De Cerimoniis, Libro II, cap. 42, p. 642; 646.)
Attualmente i resti sarebbero conservati nel Museo Archeologico della città. Recenti studi però hanno messo in dubbio questa tesi, per cui i resti di Giuliano non furono mai rimossi dalla tomba di Tarso.

## Monumenti e luoghi d'interesse

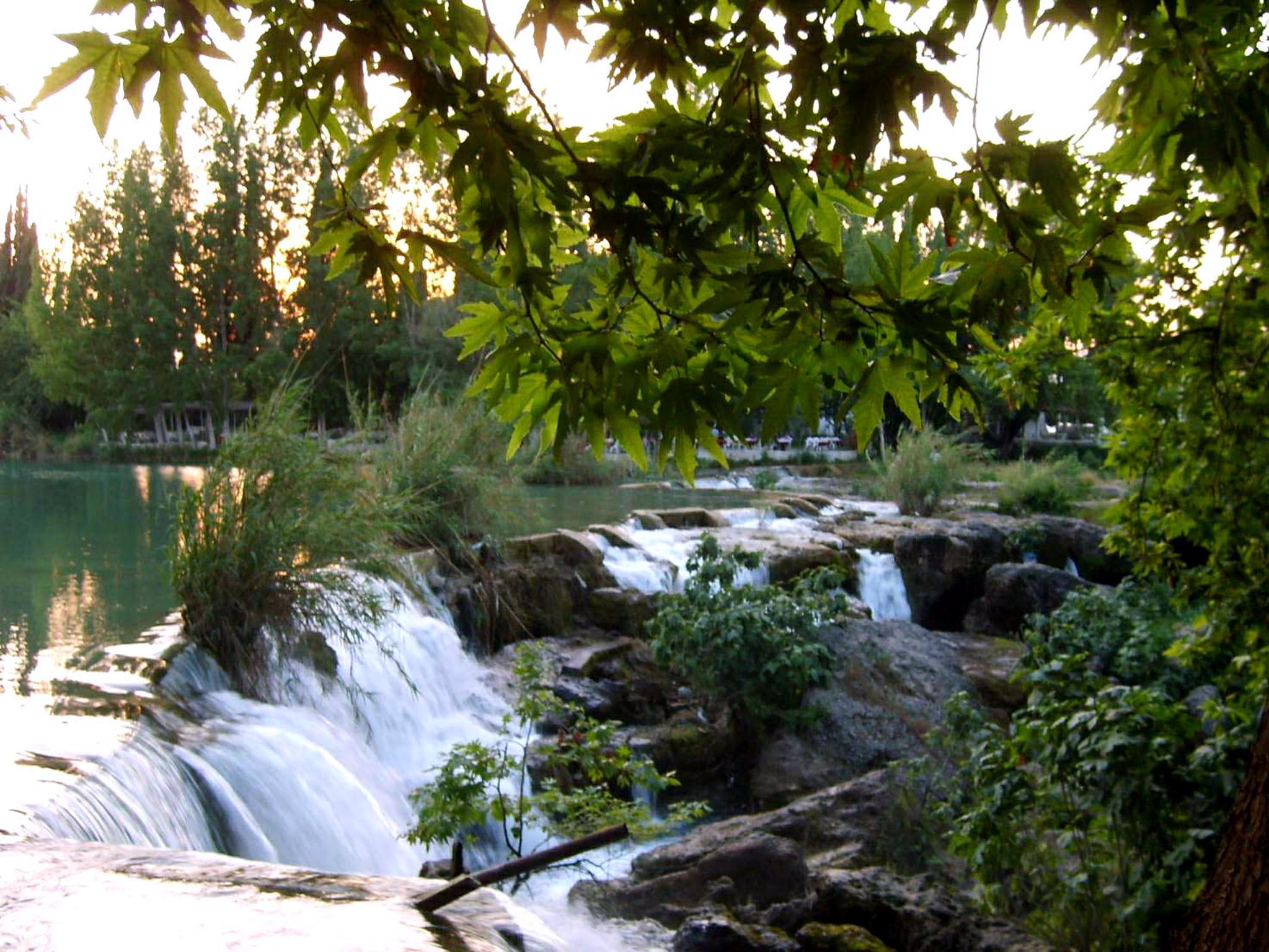
Cidno, cascate.

- Appena a nord di Tarso vi è una cascata sul fiume, che è una zona pic-nic popolare per i residenti della città.
- A Tarso non si può non andare alle cascate del fiume Cidno appena fuori della città. Sono maestose e fragorose, e tuttavia favoriscono il silenzio e la meditazione. È da credere che (l'apostolo) Paolo, durante il suo soggiorno forzato a Tarso, sia venuto qui tutto solo a meditare, in riva al fiume della sua infanzia, riandando al momento in cui si avvicinò alle mura di Damasco[6]